# Oorlog van de Liga van Cognac
De Oorlog van de Liga van Cognac (1526 – 1530) was een van de Italiaanse Oorlogen. De oorlog werd uitgevochten door het huis Habsburg van keizer Karel V - voornamelijk Spanje en het Heilige Roomse Rijk - tegen de Liga van Cognac, een alliantie met daarin koninkrijk Frankrijk, paus Clemens VII, de republiek Venetië, het koninkrijk Engeland, het hertogdom Milaan en Florence.
Toen Karel V in 1516 ook koning van Spanje werd, was Frankrijk aan vrijwel alle kanten omringd door Habsburgse gebieden. Van toen af aan werd het Italiaanse schiereiland voor Frankrijk nog belangrijker om die omsingeling te doorbreken en het Habsburgse rijk in tweeën te delen. De rivaliteit tussen het huis Habsburg en Frankrijk speelde vanaf dat moment tot in de 18e eeuw een grote rol in de Europese politiek. De oorlog had ook gevolgen voor de Habsburgse Nederlanden, die betrokken raakten in de oorlog met Frankrijk en Engeland. Hier werd de vrije piraterij (ofwel kaperij) tegen de Fransen afgekondigd. In 1528 wist de Vlaamse viceadmiraal Gerard van Meeckeren het schip van de Franse viceadmiraal bij Dieppe tot zinken te brengen.
Daarnaast hadden de Nederlanden in deze periode te maken met de gevolgen van de Deense Successieoorlogen, aangezien koning Christiaan II van Denemarken een zwager van Karel V was.

## Aanloop
Geschokt door de nederlaag van de Fransen in de Italiaanse Oorlog van 1521-1526 smeedde paus Clemens met Venetië een alliantie om het Habsburgse Spanje en het eveneens Habsburgse Heilige Roomse Rijk uit Italië te verdrijven. Frans I van Frankrijk was vrijgelaten na de Vrede van Madrid te hebben getekend en teruggekeerd naar Frankrijk, waar hij aankondigde Clemens te steunen. Zo werd in 1526 de Liga van Cognac getekend door Frankrijk, Paus Clemens, Venetië, Florence en de Sforza-familie van Milaan, die van de keizerlijke hegemonie af wilden. Hendrik VIII van Engeland weigerde tot de liga toe te treden, omdat zijn pogingen deze in Engeland te tekenen gedwarsboomd waren.

## Eerste stappen (1526)
De Liga veroverde als snel de Lombardijse Lodi, maar toen keizerlijke troepen Lombardije introkken, moesten de Sforza Milaan opgeven. De Colonna-familie viel ondertussen Rome aan en versloeg de pauselijke troepen. Ze hadden de stad enige tijd in handen, maar werden afgekocht en vertrokken.

## Rome (1527)

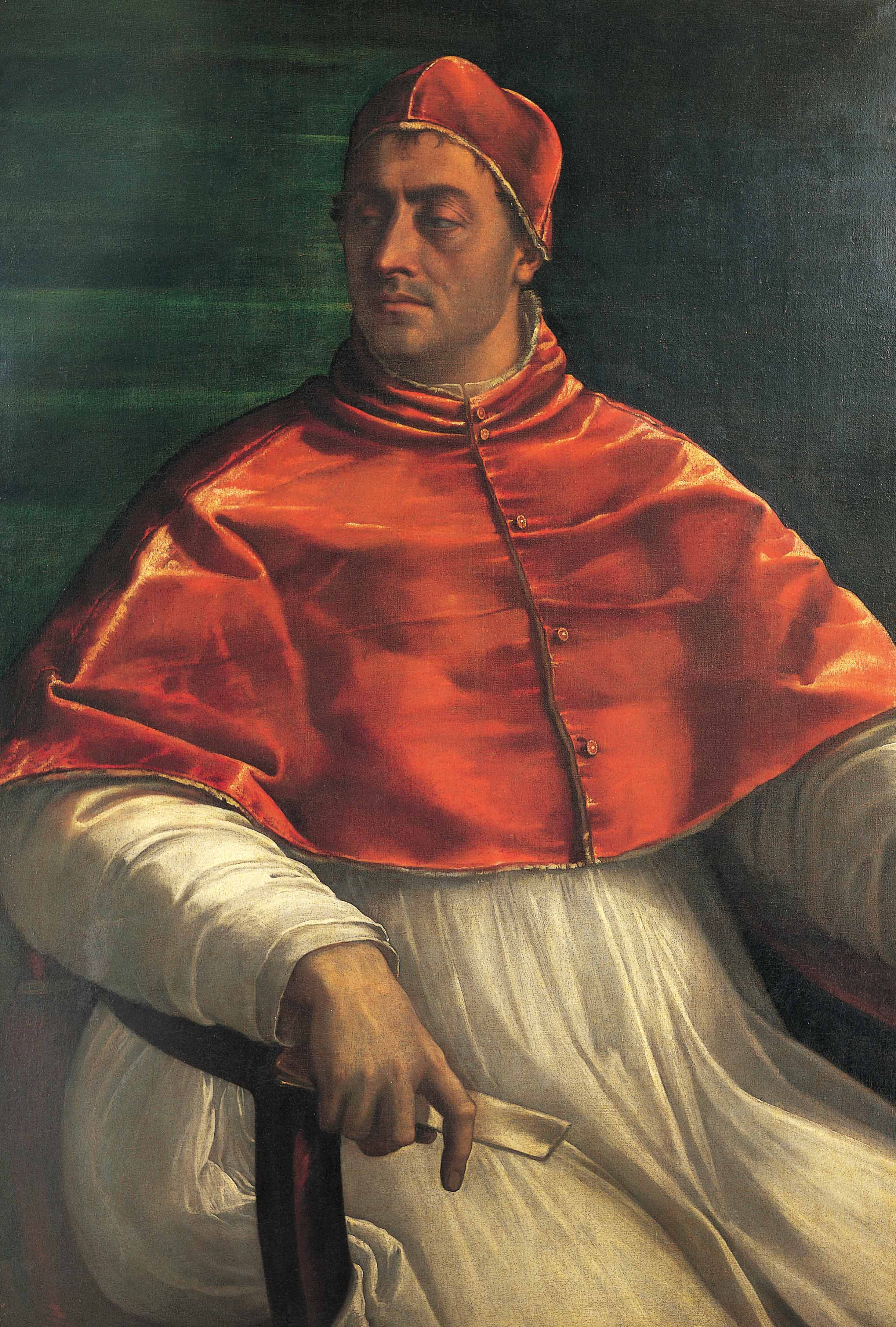
Paus Clemens VII.

Karel V verzamelde daarna een leger van landsknechten onder Georg von Frundsberg en een Spaans leger onder Karel van Bourbon. De twee legers ontmoetten elkaar bij Piacenza en trokken op naar Rome. De leider van de pauselijke troepen, Francesco Guicciardini, bleek niet in staat ze tegen te houden en toen de hertog van Bourbon sneuvelde, begon het onderbetaalde leger aan de Plundering van Rome, waardoor de paus genoodzaakt was te vluchten.

## Napels (1527 – 1528)
De plundering van Rome en de uitschakeling van Clemens zorgden dat de Fransen in actie kwamen. Op 30 april 1527 tekenden Hendrik VIII en Frans het Verdrag van Westminster waarin ze beloofden om gezamenlijk tegen Karel V op te trekken. Nu Frans eindelijk Hendrik VIII mee had gekregen in de oorlog, stuurde hij een leger onder Odet de Foix en Pedro Navarro via Genua - waar Andrea Doria zich had aangesloten bij de Fransen en het merendeel van de Genuese vloot onder controle had - naar Napels, waar ze zich begonnen in te graven voor een langdurig Beleg van Napels.

## Genua (1528)
Doria liep echter al snel over naar Karel V. Het beleg van Napels moest opgeheven worden toen er een pestepidemie uitbrak, waardoor een groot deel van het Franse leger stierf, waaronder ook Foix en Navarro. De Venetiaanse vloot onder leiding van Pietro Lando trok zich terug uit de haven van Napels. Het offensief van Andrea Doria in Genua - waar hij al snel de blokkade van de stad wist te breken en de Fransen bij Savona dwong zich over te geven - in combinatie met de beslissende nederlaag tijdens de Slag bij Landriano, maakten een einde aan de hoop van Frans zijn voormalige bezittingen in Italië te kunnen heroveren.

## Barcelona, Kamerijk en Bologna (1529)

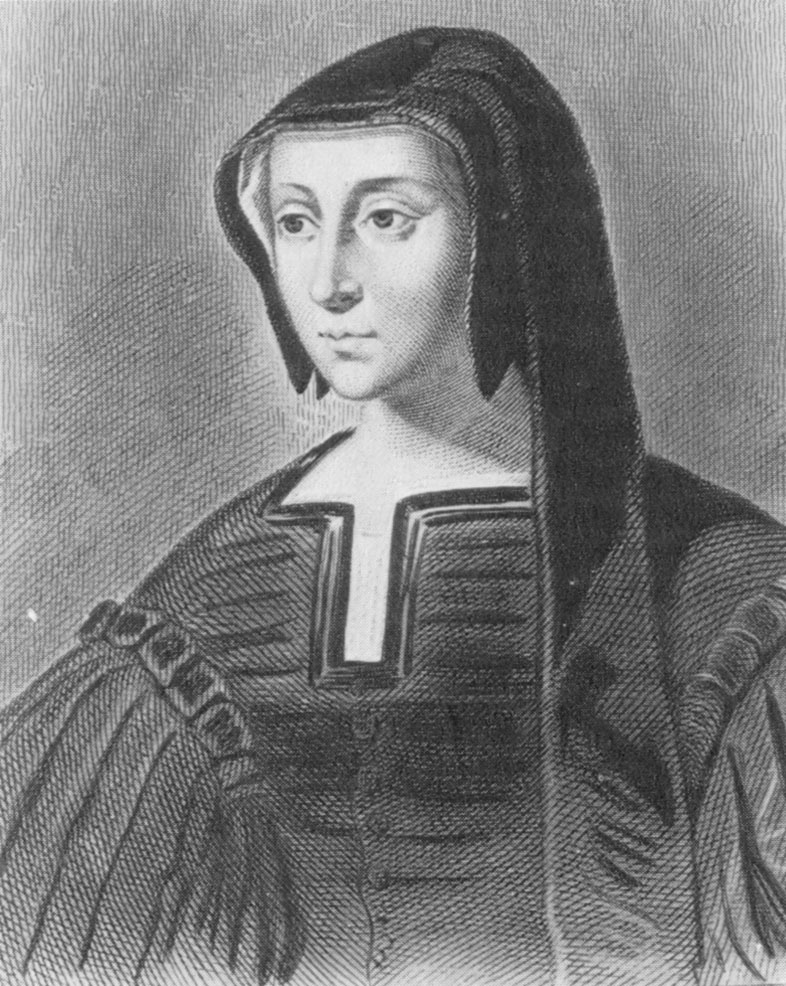
Louise van Savoy.

Na de nederlagen probeerde Frans vrede te sluiten met Karel V. De onderhandelingen begonnen in juli 1529 in de grensstad Kamerijk. Een hoofdrol werd hierbij gespeeld door de moeder van Frans, Louise van Savoye en haar schoonzuster, Margaretha van Oostenrijk, die optrad namens haar neef de keizer. Het uit deze besprekingen resulterende verdrag werd daardoor bekend als de Damesvrede van Kamerijk. Karel V zelf was kort daarvoor van Barcelona naar Italië gevaren. De uiteindelijke bepalingen kwamen grotendeels overeen met die van de Vrede van Madrid van een paar jaar eerder. Frans zag af van zijn aanspraken op Artesië, Kroon-Vlaanderen en Doornik en moest een losgeld van twee miljoen gouden écu betalen voor de vrijlating van zijn zonen. Wel werd de vernederende overgave van Bourgondië geschrapt en de diverse punten aangaande Karel van Bourbon, aangezien die twee jaar eerder gesneuveld was. Het uiteindelijke verdrag, getekend op 5 augustus, zorgde ervoor dat Frankrijk uit de oorlog stapte, waardoor Venetië, Florence en de paus alleen verdergingen tegen Karel V.
Nadat Karel V in Genua was gearriveerd, ging hij door naar Bologna om een ontmoeting te hebben met de paus. Clemens gaf de plunderaars van Rome absolutie en beloofde Karel V te kronen. Daarvoor kreeg hij Ravenna en Cervia, steden die Venetië gedwongen was op te geven met haar overgebleven bezittingen in Apulië in ruil voor het gebied dat zij gewonnen hadden tijdens de Slag bij Marignano. Uiteindelijk mocht Francesco terugkeren naar Milaan tegen betaling van 900.000 scudi, nadat Karel V er van afzag om Alessandro de' Medici op de troon te plaatsen na bezwaar van Venetië.

## Florence (1529 – 1530)

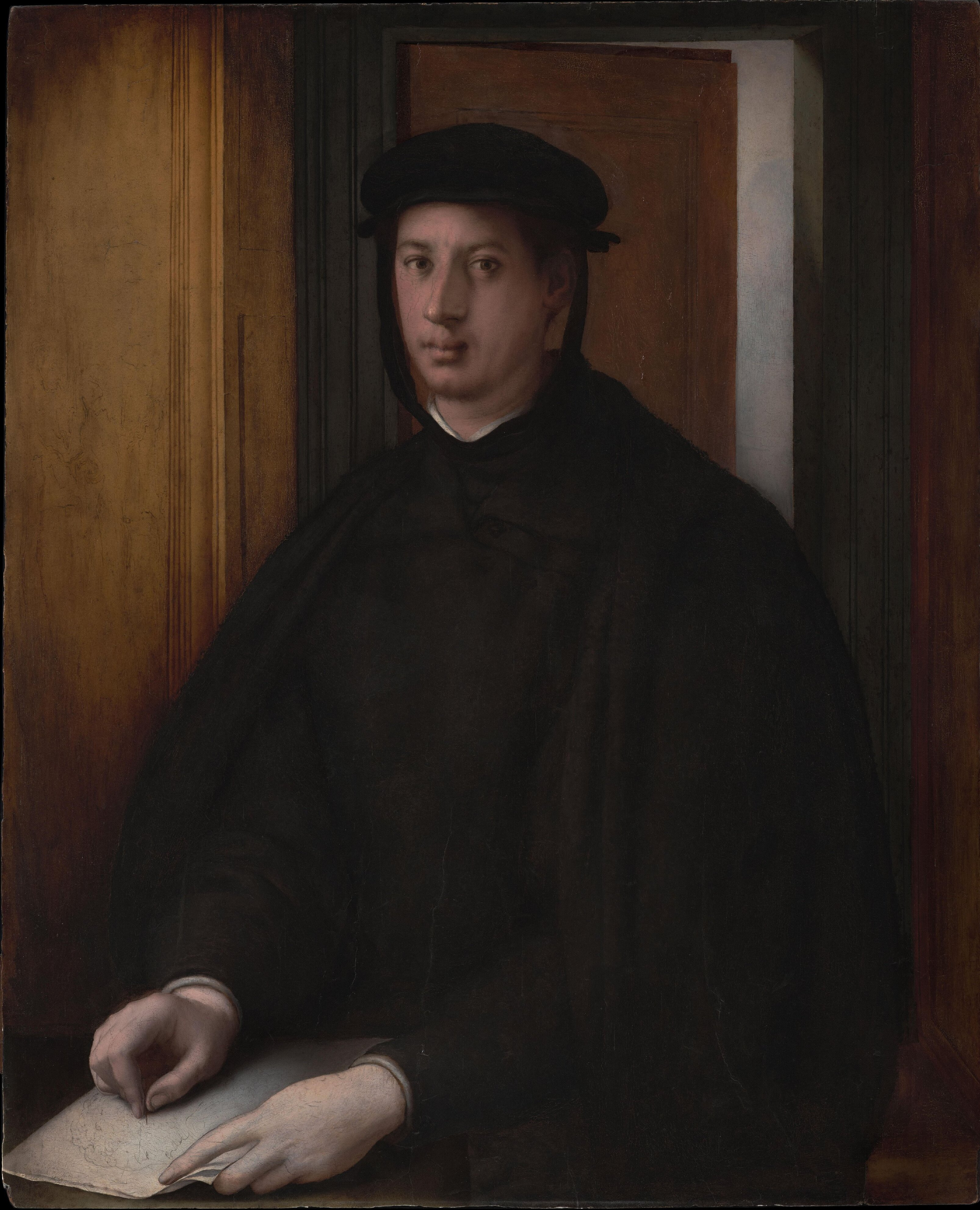
Alessandro de' Medici werd aangesteld als heerser van Florence door de zegevierende keizerlijke troepen.

Florence bleef als enige de keizerlijke troepen bestrijden die onder leiding stonden van de Filibert van Chalon, de toenmalige Prins van Oranje. Een Florentijns leger onder Francesco Ferruccio ging de strijd aan met het keizerlijke leger tijdens de Slag bij Gavinana in 1530. Hoewel Oranje zelf sneuvelde, haalden de keizerlijke troepen een beslissende overwinning en gaf de Florentijnse Republiek zich tien dagen later over. Alessandro de' Medici werd als hertog van Florence aangesteld.
Italiaanse Oorlog (1494-1498) · Italiaanse Oorlog (1499-1504) · Oorlog van de Liga van Kamerijk (1508-1516) · Oorlog van Urbino (1517) · Italiaanse Oorlog (1521-1526) · Oorlog van de Liga van Cognac (1526-1536) · Italiaanse Oorlog (1535-1538) · Italiaanse Oorlog (1542-1546) · Italiaanse Oorlog (1551-1559)